# 베를린 부흐역
베를린 부흐역(Bahnhof Berlin-Buch)은 베를린 팡코구의 부흐에 위치한 철도역이다.

## 역사
베를린-슈체친선 개업 당시에는 부흐 일대에 열차가 정차하지 않았다가 1879년 6월 26일에 개통했다. 1912년부터 1914년까지 대합실 건물이 건축되었고, 설계자는 에른스트 슈바르츠(Ernst Schwartz)와 카를 코넬리우스(Karl Cornelius)였다. 1924년 8월 8일부터 전동차 운행이 시작되었다. 제2차 세계 대전으로 인하여 1945년 4월부터 영업이 중단되었다. 종전 이후인 6월 11일부터 영업이 재개되었고, 초기에는 증기 기관차 견인 열차를 사용했다가 같은 해 8월 13일에 전동차 운행이 정상화되었다.
1975년에 대합실에서 화재가 발생했고, 조명 시설이 완전히 전소되었다. 1985년에는 새로운 승강장 통제실이 건축되었고 이듬해에는 승강장이 재건축되었다. 1980년대 말에는 장애인용 경사로와 보행자 터널이 있는 남부 출입구가 추가로 개설되었다. 이외에도 승강장에 지붕이 설치되었고 행선 안내기가 설치되었다. 접근성 개선을 위해서 승강장의 폭이 확대되었고 콘크리트로 재건축되었다. 1991년 12월부터 복선 S반 운행이 정상화되었다.
카로어 크로이츠역 건설이 지연되면서 팡코구에서는 부흐역 장거리선에 지역간 열차 승강장 건설을 추진했으나 베를린시에서 거절했다. 거절된 이유는 베르나우역 및 계획된 카로어 크로이츠역과의 역간거리 때문에 열차 운행 시간이 길어진다는 것이었다.
역사, 계단, 승강장, 철교, 신호소는 건설 당시의 형태를 잘 보존하고 있어서 베를린의 건축유산으로 지정되어 있다.

## 인접 정차역
베를린 버스 150, 158, 259, 353번 및 바르님군 버스 893번과 환승할 수 있다.
| 베를린 S반                         | 베를린 S반 | 베를린 S반           |
| ---------------------------------- | ---------- | -------------------- |
| 뢴트겐탈 베르나우 바이 베를린 방면 | S2         | 카로 블랑켄펠데 방면 |